# Revolução Romena de 1989
A Revolução Romena (em romeno: Revoluția română), também conhecida como Revolução de Natal (em romeno:  Revoluția de Crăciun), foi um período de violenta agitação civil na Romênia durante dezembro de 1989, como parte das Revoluções de 1989 que ocorreram em vários países ao redor do mundo, principalmente dentro do Bloco Oriental. A revolução romena começou na cidade de Timișoara e logo se espalhou por todo o país, culminando no julgamento e execução do antigo secretário-geral do Partido Comunista Romeno (PCR), Nicolae Ceaușescu, e sua esposa Elena, e no fim de 42 anos do regime comunista romeno. Foi também a última remoção de um governo marxista-leninista num país do Pacto de Varsóvia durante os acontecimentos de 1989, e a única que derrubou violentamente a liderança de um país e executou o seu líder; segundo estimativas, mais de mil pessoas morreram e milhares ficaram feridas.
Após a Segunda Guerra Mundial, a Romênia foi colocada sob a esfera de influência soviética em 1947, com a implementação do regime comunista. Quando a Romênia se separou da influência soviética em Abril de 1964, Nicolae Ceaușescu tornou-se o líder do país no ano seguinte. Sob o seu governo, a Roménia conheceu um breve declínio da repressão interna que levou a uma imagem positiva tanto a nível interno como no Ocidente. No entanto, a repressão intensificou-se novamente na década de 1970. Em meio às tensões no final da década de 1980, os primeiros protestos ocorreram na cidade de Timișoara em meados de dezembro por parte da minoria húngara em resposta a uma tentativa do governo de expulsar o pastor da Igreja Reformada Húngara, László Tőkés. Em resposta, os romenos solicitaram a deposição de Ceaușescu e uma mudança de governo à luz de acontecimentos recentes semelhantes nas nações vizinhas. A omnipresente força policial secreta do país, a Securitate, que foi ao mesmo tempo uma das maiores do Bloco de Leste e durante décadas foi a principal supressora da dissidência popular, reprimindo frequente e violentamente o desacordo político, acabou por se revelar incapaz de deter o que se aproximava, e depois revolta altamente fatal e bem sucedida.
O mal-estar social e econômico já estava presente na República Socialista da Romênia há já algum tempo, especialmente durante os anos de austeridade da década de 1980. As medidas de austeridade foram concebidas em parte por Ceaușescu para pagar as dívidas externas do país. Pouco depois de um discurso público fracassado de Ceaușescu na capital, Bucareste, que foi transmitido a milhões de romenos pela televisão estatal, os militares comuns passaram, quase por unanimidade, do apoio ao ditador para o apoio aos manifestantes. Motins, violência nas ruas e assassinatos em várias cidades romenas ao longo de cerca de uma semana levaram o líder romeno a fugir da capital no dia 22 de Dezembro com a sua esposa, Elena. Evitar a captura partindo às pressas de helicóptero retratou efetivamente o casal como fugitivos e também gravemente culpados dos crimes acusados. Capturados em Târgoviște, foram julgados por um tribunal militar rudimentar sob a acusação de genocídio, danos à economia nacional e abuso de poder para executar ações militares contra o povo romeno. Eles foram condenados por todas as acusações, sentenciados à morte, e imediatamente executados no dia de Natal de 1989, e foram as últimas pessoas a serem condenadas à morte e executadas na Romênia, já que a pena capital foi abolida logo depois. Durante vários dias após a fuga de Ceaușescu, muitos seriam mortos no fogo cruzado entre civis e membros das forças armadas que acreditavam que os outros eram "terroristas" da Securitate. Embora as notícias da época e os meios de comunicação de hoje façam referência à luta da Securitate contra a revolução, nunca houve qualquer evidência que apoiasse a afirmação de um esforço organizado contra a revolução por parte da Securitate. Os hospitais em Bucareste tratavam milhares de civis. Na sequência de um ultimato, muitos membros da Securitate entregaram-se em 29 de Dezembro com a garantia de que não seriam julgados.
A Romênia desdobrou-se à sombra dos Ceaușescus, juntamente com o seu passado comunista e o seu tumultuoso afastamento dele. Após a derrubada de Ceaușescu, a Frente de Salvação Nacional (FSN) rapidamente assumiu o poder, prometendo eleições livres e justas dentro de cinco meses. Eleito com uma vitória esmagadora no mês de Maio seguinte, a FSN reconstituído como partido político, instalou uma série de reformas econômicas e democráticas, com novas mudanças nas políticas sociais a serem implementadas por governos posteriores.

## Antecedentes
Em 1981, Ceaușescu iniciou um programa de austeridade destinado a permitir à Romênia liquidar toda a sua dívida nacional (10.000.000.000 de dólares). Para conseguir isto, muitos bens básicos – incluindo gás, aquecimento e alimentos – foram racionados, o que reduziu o padrão de vida e aumentou a desnutrição. A taxa de mortalidade infantil cresceu e tornou-se a mais elevada da Europa.
A polícia secreta, Securitate, tornou-se tão omnipresente que transformou a Romênia num Estado policial. A liberdade de expressão foi limitada e as opiniões que não favorecessem o Partido Comunista Romeno (PCR) foram proibidas. O grande número de informantes da Securitate tornou quase impossível a dissidência organizada. O regime aproveitou deliberadamente a ideia de que todos estavam a ser vigiados para facilitar a submissão do povo à vontade do Partido. Mesmo para os padrões do Bloco Soviético, a Securitate foi excepcionalmente brutal.
Ceaușescu criou um culto à personalidade, com shows semanais em estádios ou nas ruas de diversas cidades dedicados a ele, sua esposa e ao Partido Comunista. Houve vários projetos megalomaníacos, como a construção da grandiosa Casa da República (hoje Palácio do Parlamento) - o maior palácio do mundo - o adjacente Centrul Civic e um museu nunca concluído dedicado ao Comunismo e a Ceaușescu, hoje a Casa Radio. Estes e outros projectos semelhantes esgotaram as finanças do país e agravaram a já terrível situação económica. Milhares de residentes de Bucareste foram despejados das suas casas, que foram posteriormente demolidas para dar lugar às enormes estruturas.
Ao contrário dos outros líderes do Pacto de Varsóvia, Ceaușescu não tinha sido servilmente pró-soviético, mas antes tinha seguido uma política externa "independente"; As forças romenas não se juntaram aos seus aliados do Pacto de Varsóvia para pôr fim à Primavera de Praga - uma invasão que Ceaușescu denunciou abertamente - enquanto os atletas romenos competiram nos Jogos Olímpicos de Verão de 1984, boicotados pelos soviéticos, em Los Angeles (recebendo uma ovação de pé nas cerimônias de abertura e prosseguindo ganhar 53 medalhas, atrás apenas dos Estados Unidos e da Alemanha Ocidental na contagem geral). Por outro lado, enquanto o secretário-geral do Partido Comunista Soviético, Mikhail Gorbatchov falava de reforma, Ceaușescu manteve uma linha política dura e um culto à personalidade.
O programa de austeridade começou em 1981 e a pobreza generalizada que introduziu tornou o regime comunista muito impopular. Os programas de austeridade encontraram pouca resistência entre os romenos e houve apenas algumas greves e disputas trabalhistas, das quais a greve dos mineiros do Vale de Jiu de 1977 e a Rebelião de Brașov de novembro de 1987 no fabricante de caminhões Steagul Roșu foram as mais notáveis. Em Março de 1989, vários activistas importantes do PCR criticaram as políticas económicas de Ceaușescu numa carta, mas pouco depois ele alcançou uma vitória política significativa: a Roménia pagou a sua dívida externa de cerca de 11 milhões de dólares vários meses antes do tempo que até o ditador romeno esperava. Contudo, nos meses que se seguiram ao programa de austeridade, a escassez de bens permaneceu a mesma de antes.

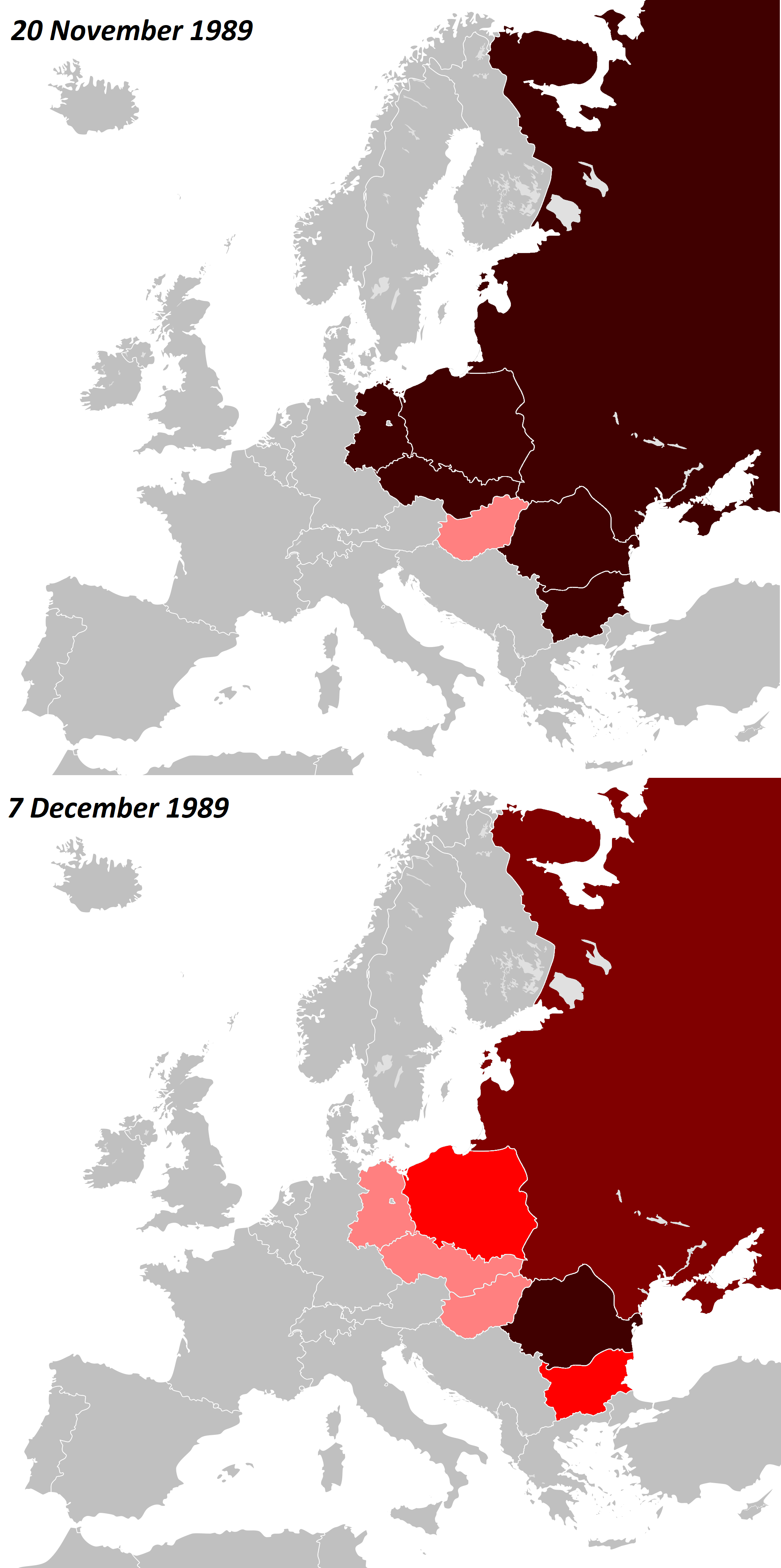
A desintegração dos regimes comunistas do Pacto de Varsóvia antes da revolução romena. Os países em rosa retiraram o papel de liderança do Partido Comunista das suas constituições. Os países em vermelho claro dissolveram as milícias do seu partido. A União Soviética - em vermelho escuro - tinha uma república que retirou da sua constituição o papel de liderança do Partido Comunista. Os países em vermelho mais escuro tinham regimes comunistas em pleno funcionamento.

Tal como o jornal estatal da Alemanha Oriental, os órgãos noticiosos oficiais romenos não fizeram qualquer menção à queda do Muro de Berlim nos primeiros dias após 9 de Novembro de 1989. A notícia mais notável nos jornais romenos de 11 de Novembro de 1989 foi a "palestra magistral do camarada Nicolae Ceaușescu na sessão plenária alargada do Comité Central do Partido Comunista da Roménia", na qual o chefe de estado e partido romeno elogiou fortemente a “brilhante programa de trabalho e luta revolucionária de todo o nosso povo”, bem como o “cumprimento exemplar das tarefas económicas”. O que aconteceu 1.500km a noroeste de Bucareste, na Berlim dividida, naquela época nem sequer é mencionada. O socialismo é elogiado como o “caminho para o desenvolvimento livre e independente dos povos”. No mesmo dia, na rua Brezoianu e na avenida Kogălniceanu, em Bucareste, um grupo de estudantes de Cluj-Napoca tentou uma manifestação, mas foi rapidamente detido. Inicialmente parecia que Ceaușescu resistiria à onda de revolução que varria a Europa Oriental, ao ser formalmente reeleito para outro mandato de cinco anos como Secretário-Geral do Partido Comunista Romeno em 24 de novembro, no XIV Congresso do partido. Nesse mesmo dia, o homólogo de Ceaușescu na Tchecoslováquia, Miloš Jakeš, renunciou juntamente com toda a liderança comunista, acabando efetivamente com o regime comunista na Tchecoslováquia.
Os três estudantes, Mihnea Paraschivescu, Grațian Vulpe e o economista Dan Căprariu-Schlachter de Cluj, foram detidos e investigados pela Securitate na Penitenciária de Rahova por suspeita de propaganda contra a sociedade socialista. Eles foram lançados em 22 de dezembro de 1989 às 14h. Houve outras cartas e tentativas de chamar a atenção para a opressão económica, cultural e espiritual dos romenos, mas serviram apenas para intensificar a actividade da polícia e da Securitate.

### Aumentando o isolamento dentro do Pacto de Varsóvia
Em 20 de Novembro de 1989 (o dia em que Ceaușescu foi reeleito líder do Partido Comunista Romeno) quase todos os regimes comunistas do Pacto de Varsóvia estavam institucionalmente intactos. O papel de liderança do Partido Comunista estava consagrado nas suas constituições e a milícia do partido estava activa. A única excepção foi a Hungria, onde, em Outubro de 1989, o papel de liderança do partido foi rescindido da constituição e a milícia do partido foi abolida. No entanto, logo após a reeleição de Ceaușescu, os outros regimes comunistas do Pacto de Varsóvia também começaram a desmoronar. A milícia do partido foi abolida na Polónia em 23 de Novembro e depois na Bulgária em 25 de Novembro. O papel de liderança do partido foi rescindido da constituição da Tchecoslováquia em 29 de Novembro e da da Alemanha Oriental em 1 de Dezembro. Até o regime comunista da União Soviética começou a desmoronar enquanto Ceaușescu ainda estava no poder: em 7 de dezembro de 1989, uma das suas 15 repúblicas da União, a Lituânia, retirou da sua constituição o papel de liderança do Partido Comunista.

## Revolta de Timișoara

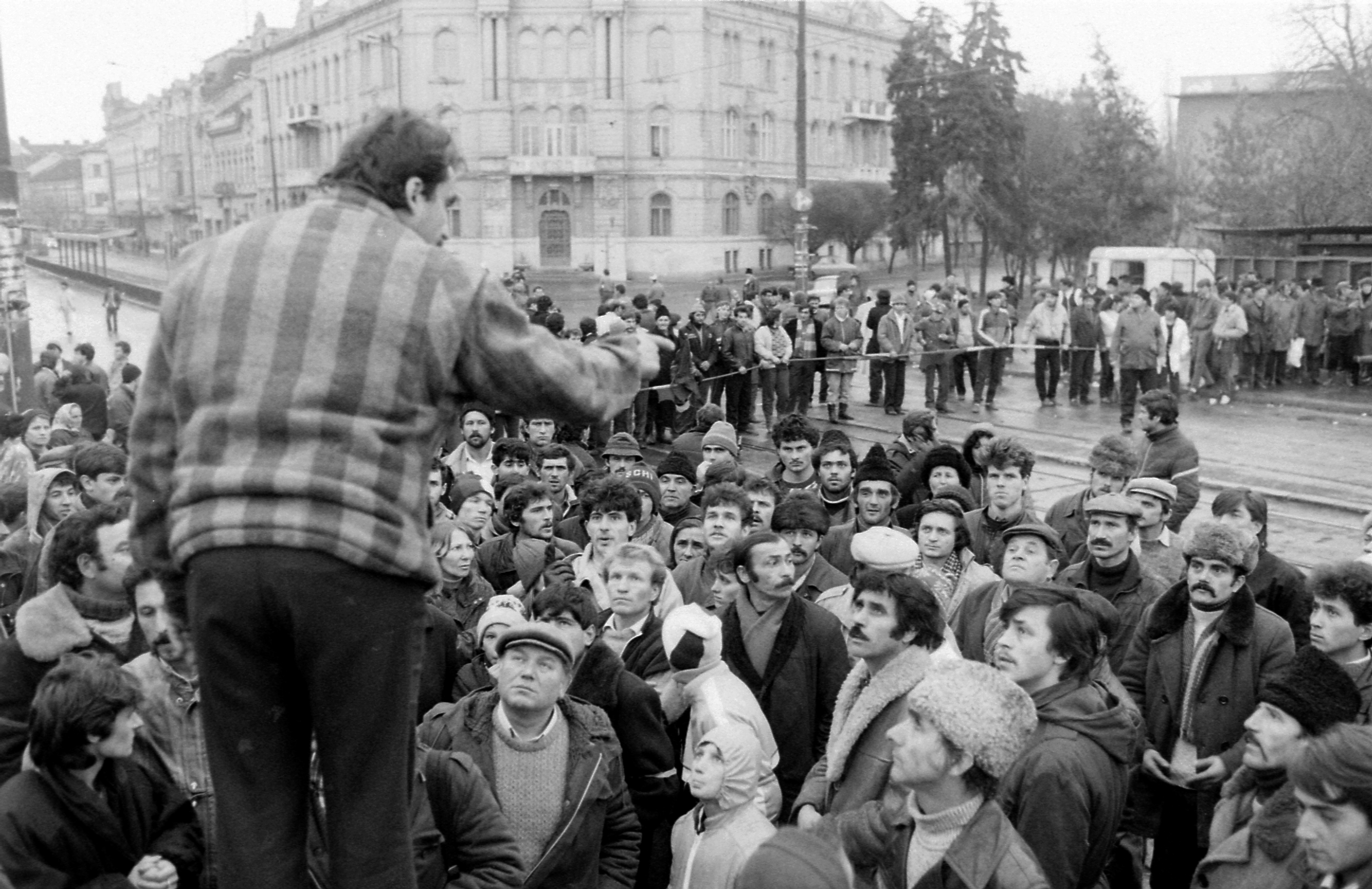
Manifestação em Timișoara

Em 16 de dezembro de 1989, a minoria húngara em Timișoara realizou um protesto público em resposta a uma tentativa do governo de expulsar o pastor da igreja reformada húngara László Tőkés. Em Julho desse ano, numa entrevista à televisão húngara, Tőkés criticou a política de sistematização do regime e queixou-se de que os romenos nem sequer conheciam os seus direitos humanos. Como Tőkés descreveu mais tarde, a entrevista, que foi vista nas zonas fronteiriças e depois espalhada por toda a Roménia, teve "um efeito de choque sobre os romenos, também sobre a Securitate, sobre o povo da Roménia. [...] [I ] Isso teve um efeito inesperado na atmosfera pública na Romênia."
A mando do governo, o seu bispo destituiu-o do cargo, privando-o assim do direito de uso do apartamento a que tinha direito como pároco, e designou-o para ser pároco no campo. Durante algum tempo, os seus paroquianos reuniram-se em torno da sua casa para protegê-lo do assédio e do despejo. Muitos transeuntes aderiram espontaneamente. Quando ficou claro que a multidão não se dispersaria, o prefeito, Petre Moț, fez comentários sugerindo que havia anulado a decisão de despejar Tőkés. Entretanto, a multidão ficou impaciente e, quando Moț se recusou a confirmar por escrito a sua declaração contra o despejo planeado, a multidão começou a entoar slogans anticomunistas. Posteriormente, a polícia e as forças da Securitate apareceram no local. Por volta das 19h30, o protesto se espalhou e a causa original tornou-se em grande parte irrelevante.
Alguns dos manifestantes tentaram incendiar o edifício que albergava a comissão distrital do PCR. A Securitate respondeu com gás lacrimogêneo e canhões de água, enquanto a polícia espancava os manifestantes e prendia muitos deles. Por volta das 21h, os manifestantes se retiraram. Eles finalmente se reagruparam em torno da Catedral Ortodoxa Romena e iniciaram uma marcha de protesto pela cidade, mas novamente foram confrontados pelas forças de segurança.

### Repressão

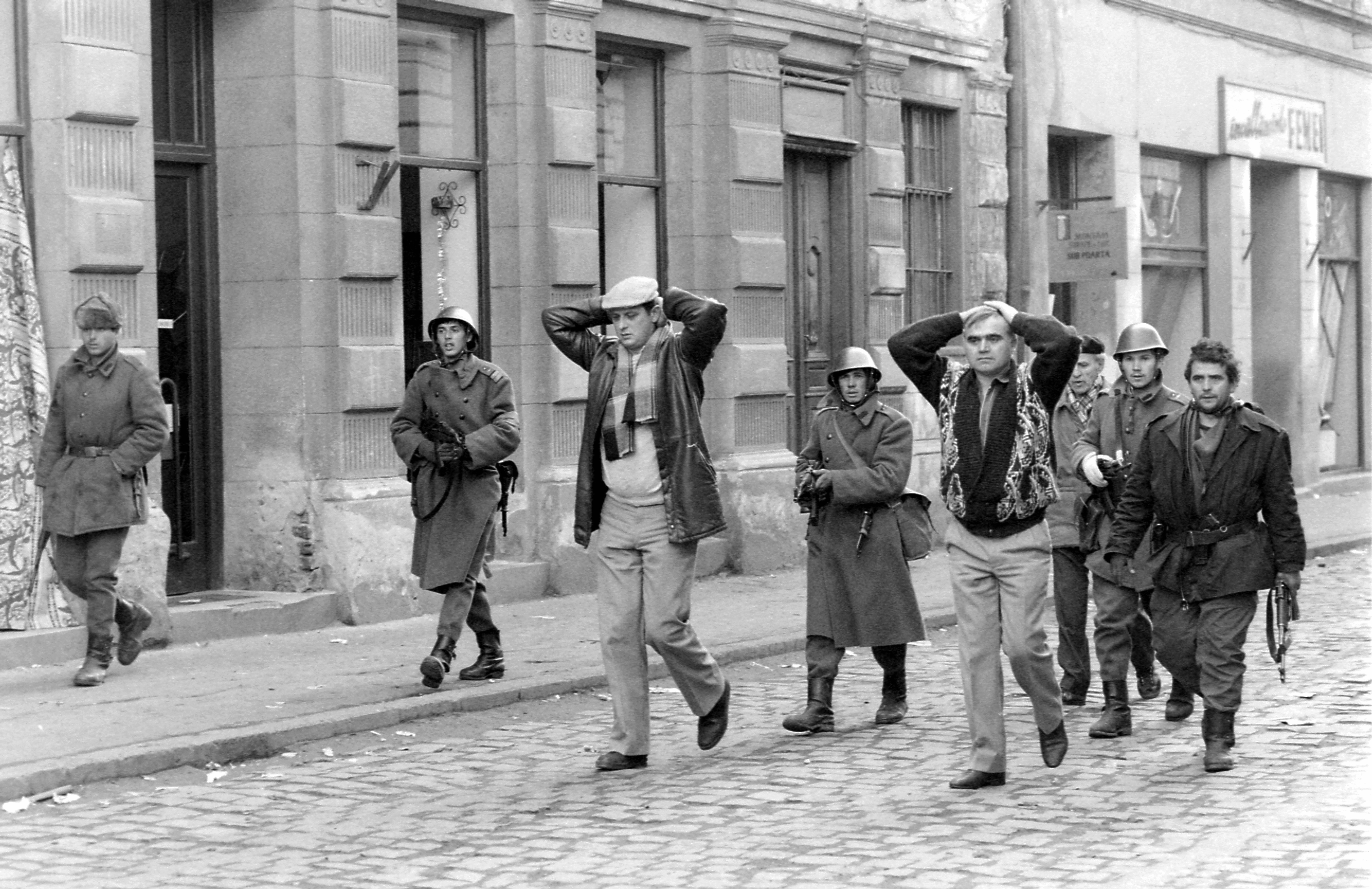
Pessoas detidas depois de 22 de dezembro de 1989 em Timişoara

Os motins e protestos recomeçaram no dia seguinte, 17 de dezembro. Os manifestantes invadiram o prédio do comitê distrital e jogaram pelas janelas documentos do partido, folhetos de propaganda, escritos de Ceaușescu e outros símbolos do poder comunista.
Os militares foram enviados para controlar os tumultos, porque a situação era demasiado grave para a Securitate e a polícia convencional lidarem. A presença do exército nas ruas era um sinal sinistro: significava que tinham recebido ordens do mais alto nível da cadeia de comando, presumivelmente do próprio Ceaușescu. O exército não conseguiu estabelecer a ordem e o caos se seguiu, incluindo tiros, brigas, vítimas e carros queimados. Transportador Amfibiu Blindat (TAB) veículos blindados e tanques foram chamados.
Depois das 20h, da Piața Libertății (Praça da Liberdade) à Ópera Nacional, houve tiroteio violento, incluindo a área da ponte Decebal, Calea Lipovei (Avenida Lipovei) e Calea Girocului (Avenida Girocului). Tanques, caminhões e TABs bloquearam os acessos à cidade enquanto helicópteros sobrevoavam. Depois da meia-noite os protestos se acalmaram. O Coronel-General Ion Coman, o secretário local do Partido, Ilie Matei, e o Coronel-General Ștefan Gușă (Chefe do Estado-Maior Romeno) inspecionaram a cidade. Algumas áreas pareciam o resultado de uma guerra: destruição, escombros e sangue.

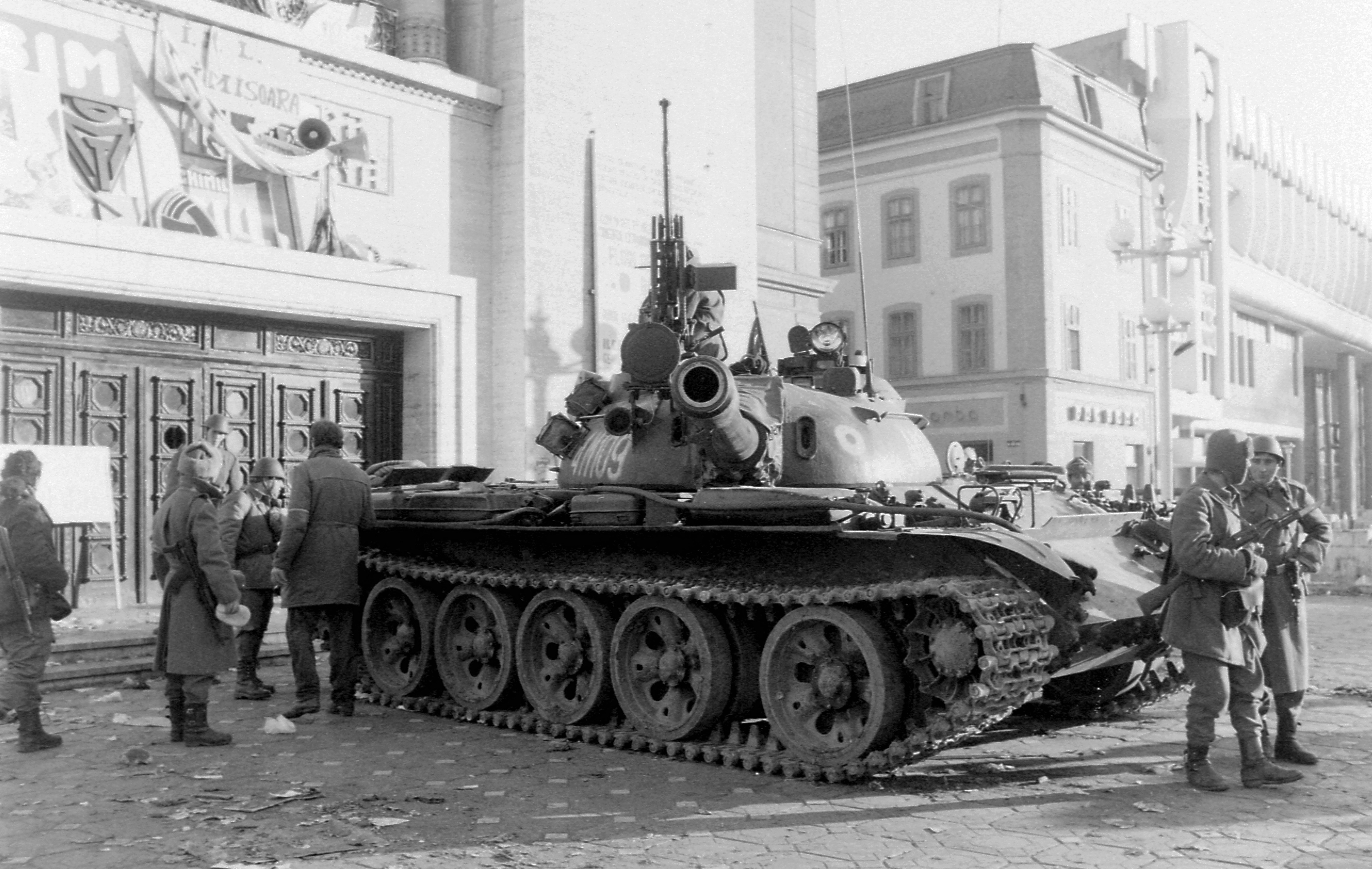
Tanque T-55 em frente à Ópera de Timişoara

Na manhã de 18 de Dezembro, o centro estava a ser guardado por soldados e agentes da Securitate à paisana. Ceaușescu partiu para uma visita ao Irã, deixando a tarefa de esmagar a revolta de Timișoara para seus subordinados e sua esposa. O prefeito Moț ordenou a realização de uma festa na universidade, com o objetivo de condenar o “vandalismo” dos dias anteriores. Ele também declarou a lei marcial, proibindo as pessoas de circularem em grupos maiores que dois.
Desafiando o toque de recolher, um grupo de 30 jovens dirigiu-se à catedral ortodoxa, onde pararam e agitaram uma bandeira romena da qual haviam removido o brasão comunista romeno, deixando um buraco distinto, de maneira semelhante à Revolução Húngara de 1956. Esperando que fossem alvejados, eles começaram a cantar "Deșteaptă-te, române!" ("Desperte, romeno!"), uma canção patriótica anterior que havia sido proibida em 1947 (mas parcialmente cooptada pelo Ceaușescu regime uma vez que ele se tornou um nacionalista). Manifestantes de etnia húngara também gritavam "Români, veniți cu noi!" ("Romenos, venham connosco", para transmitir que o protesto foi por e para todos os cidadãos da Roménia, e não uma questão de minoria étnica). Eles foram, de fato, alvejados; alguns morreram e outros ficaram gravemente feridos, enquanto os sortudos conseguiram escapar.
Em 19 de dezembro, o funcionário local do Partido Radu Bălan e o Coronel-General Ștefan Gușă visitaram trabalhadores nas fábricas da cidade, mas não conseguiram fazê-los retomar o trabalho. No dia 20 de Dezembro, enormes colunas de trabalhadores entraram na cidade. Cerca de 100.000 manifestantes ocuparam a Piața Operei (Praça da Ópera – hoje Piața Victoriei, Praça da Vitória) e gritaram slogans antigovernamentais: "Noi suntem poporul!" ("Nós somos o povo!"), "Armata e cu noi!" ("O exército está do nosso lado!"), "Nu vă fie frică, Ceaușescu pică!" ("Não tenha medo, Ceaușescu está caindo!")
Entretanto, Emil Bobu (Secretário do Comitê Central) e o Primeiro-Ministro Constantin Dăscălescu foram enviados por Elena Ceaușescu (Nicolae estando nessa altura no Irã) para resolver a situação. Reuniram-se com uma delegação de manifestantes e concordaram em libertar a maioria dos manifestantes detidos. No entanto, recusaram-se a cumprir a principal exigência dos manifestantes (renúncia de Ceaușescu) e a situação permaneceu essencialmente inalterada.
No dia seguinte, trens carregados de trabalhadores das fábricas de Oltenia chegaram a Timișoara. O regime tentou usá-los para reprimir os protestos em massa, mas após um breve encontro acabaram por se juntar aos protestos. Um trabalhador explicou: "Ontem, o nosso chefe da fábrica e um funcionário do partido cercaram-nos no pátio, entregaram-nos bastões de madeira e disseram-nos que os húngaros e os 'hooligans' estavam a devastar Timișoara e que é nosso dever ir até lá e ajudar a esmagar os tumultos. Mas percebi que isso não era verdade."
Após o regresso de Ceaușescu do Irão, na noite de 20 de Dezembro, a situação tornou-se ainda mais tensa e ele fez um discurso televisionado no estúdio de televisão do Edifício do Comité Central (Edifício CC), no qual falou sobre os acontecimentos em Timișoara em termos de uma “interferência de forças estrangeiras nos assuntos internos da Roménia” e uma “agressão externa à soberania da Romênia”.
O país, que não tinha informações sobre os acontecimentos de Timișoara por parte da mídia nacional, ouviu falar da revolta de Timișoara em estações de rádio ocidentais como Voice of America e Radio Free Europe, e pelo boca a boca. Uma reunião em massa foi organizada para o dia seguinte, 21 de dezembro, que, segundo a mídia oficial, foi apresentada como um "movimento espontâneo de apoio a Ceaușescu", emulando a reunião de 1968 em que Ceaușescu havia falado contra a invasão da Tchecoslováquia por Varsóvia. Forças do pacto.

## A revolução se espalha

### Discurso de Ceaușescu
Na manhã de 21 de dezembro, Ceaușescu dirigiu-se a uma assembleia de aproximadamente 100.000 pessoas para condenar a revolta em Timișoara. Os dirigentes do partido fizeram um grande esforço para fazer parecer que Ceaușescu ainda era imensamente popular. Vários ônibus cheios de trabalhadores, sob ameaça de serem alvejados, chegaram à Piața Palatului de Bucareste (Praça do Palácio, agora Piața Revoluției – Praça da Revolução) e receberam bandeiras vermelhas, faixas e grandes fotos de Ceaușescu. Eles foram aumentados por transeuntes que foram presos em Calea Victoriei.

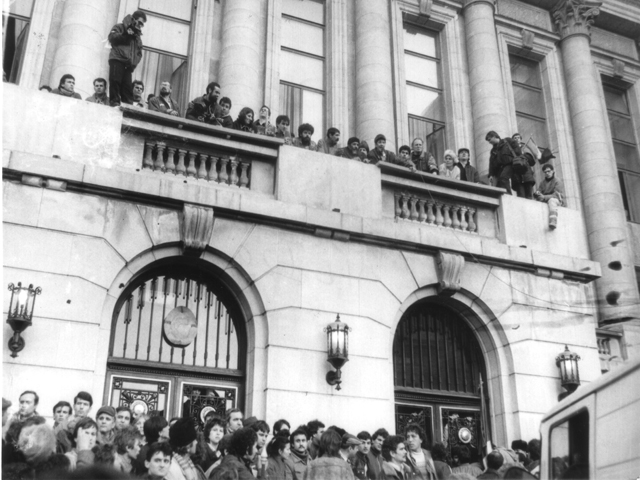
A varanda onde Ceaușescu fez seu último discurso, tomada pela multidão durante a revolução romena de 1989

Após uma breve introdução de Barbu Petrescu, presidente da Câmara de Bucareste e organizador do comício, Ceaușescu começou a falar da varanda do edifício do Comité Central, cumprimentando a multidão e agradecendo aos organizadores do comício e aos residentes de Bucareste. Pouco mais de um minuto após o início do discurso, um grito estridente foi ouvido à distância. Em segundos, isso se transformou em gritos e gritos generalizados, enquanto Ceaușescu observava enquanto falava. Alguns segundos depois ele parou de falar completamente, ergueu a mão direita e olhou em silêncio para o caos que se desenrolava. A imagem da TV tremeu visivelmente e a interferência de vídeo apareceu na tela. Nesse momento, Florian Rat, guarda-costas de Ceaușescu, apareceu e aconselhou Ceaușescu a entrar no prédio. Os censores de TV cortaram a transmissão ao vivo da TV, mas já era tarde demais. A perturbação já havia sido transmitida e os telespectadores perceberam que algo altamente incomum estava acontecendo.
Ao contrário de muitos relatos, Ceaușescu não foi neste momento empurrado para dentro do edifício. Em vez disso, implacáveis, ele e sua esposa, Elena, juntamente com outros funcionários, passaram quase três minutos tentando entender o que estava acontecendo e discursando para a multidão confusa, alguns dos quais pareciam estar tentando deixar a área enquanto outros se dirigiam ao Comitê Central. prédio. Elena se perguntou em voz alta se havia um terremoto em andamento. Ceaușescu bateu repetidamente no microfone, gritando “Olá”, “Quieto” e “Camaradas, sentem-se e fiquem quietos”. Elena gritou repetidamente “Quieta”, para exasperação de Ceaușescu, que lhe disse para parar. Ceaușescu também murmurou que o caos era uma provocação. Depois que o tumulto diminuiu até certo ponto, o serviço de TV ao vivo foi retomado quando Ceaușescu anunciou que uma decisão havia sido tomada naquela manhã para aumentar vários subsídios, incluindo o salário mínimo, de 2.000 para 2.200 lei por mês (um aumento de 13 dólares americanos no tempo), e a pensão de velhice de 800 a 900 lei por mês. Ceaușescu continuou o seu discurso, abordando os acontecimentos de Timisoara e atribuindo a culpa aos círculos imperialistas e aos serviços de inteligência que desejavam destruir a integridade e a soberania da Roménia e travar a construção do socialismo. Ele continuou nesta veia nacionalista e marxista-leninista, referenciando o seu discurso de 21 de agosto de 1968, onde afirmou a independência da Roménia dentro do Pacto de Varsóvia na altura da invasão da Tchecoslováquia, e prometendo continuar a defender a Romênia socialista como antes. Ao todo, após a interrupção, o discurso e as exortações associadas continuaram por mais de 13 minutos e terminaram com Ceaușescu acenando para a multidão.
Os megafones começaram então a espalhar a notícia de que a Securitate estava a disparar contra a multidão e que uma “revolução” estava a desenrolar-se. Isso convenceu as pessoas na assembleia a participar. A manifestação se transformou em uma manifestação de protesto.

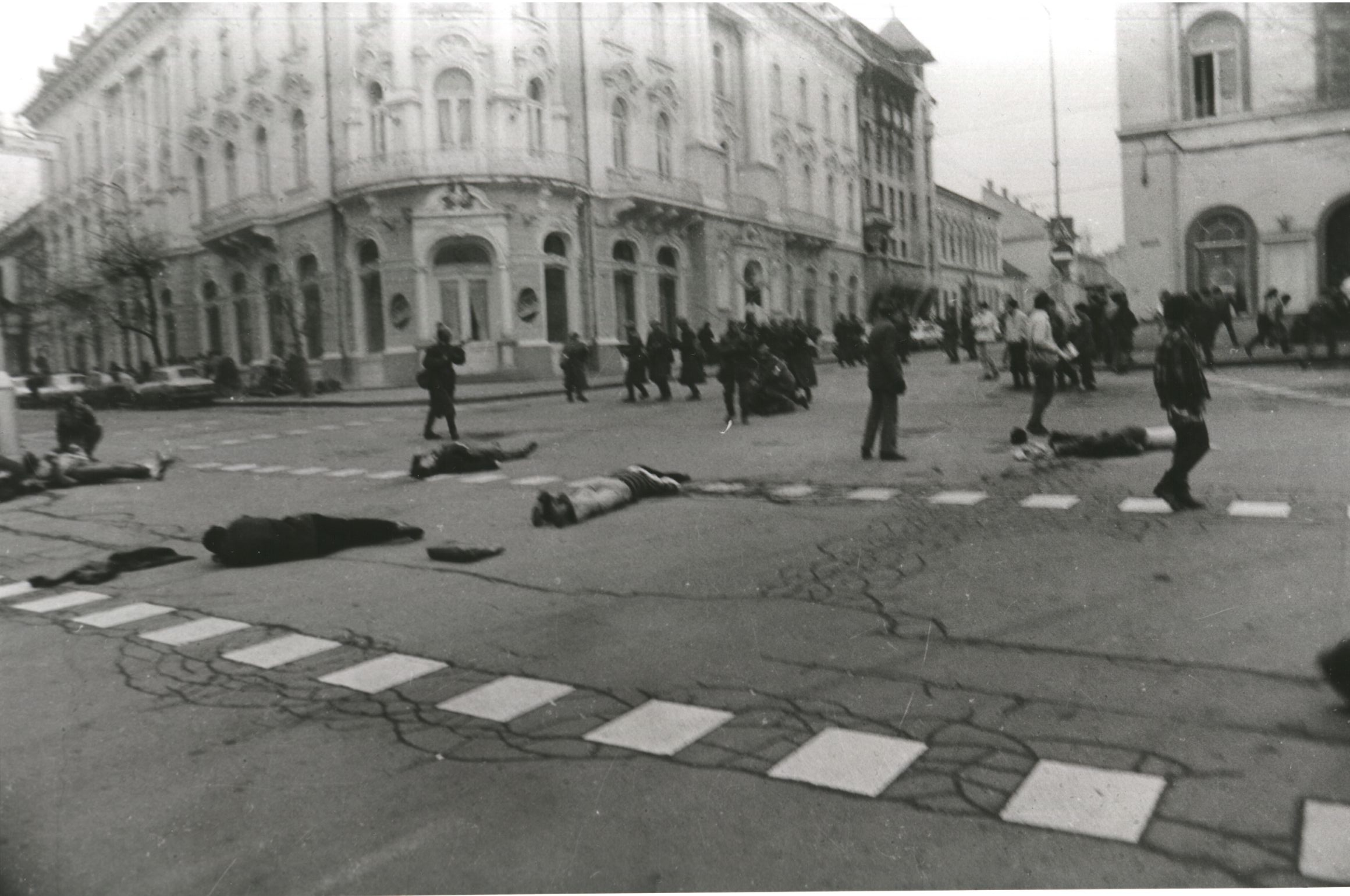
Manifestantes em Cluj-Napoca na manhã de 21 de dezembro, após as forças do exército terem aberto fogo

A manifestação de protesto logo explodiu em tumulto; a multidão saiu às ruas, colocando a capital, como Timișoara, em turbulência. Membros da multidão começaram espontaneamente a gritar slogans anti-Ceaușescu, que se espalharam e se transformaram em gritos: "Jos dictatorul!" ("Abaixo o ditador"), "Moarte criminalului!" ("Morte ao criminoso"), "Noi suntem poporul, jos cu dictatorul!" ("Nós somos o povo, abaixo o ditador"), "Ceaușescu cine ești?/Criminal din Scornicești" ("Ceaușescu, quem é você? Um criminoso de Scornicești").
Os manifestantes eventualmente inundaram a área do centro da cidade, de Piața Kogălniceanu a Piața Unirii, Piața Rosetti e Piața Romană. Numa cena notável do evento, um jovem agitou uma bandeira tricolor com o brasão comunista arrancado do centro enquanto estava empoleirado na estátua de Miguel, o Valente no Boulevard Mihail Kogălniceanu, na Praça da Universidade. Muitos outros começaram a imitar o jovem manifestante, e o agitar e exibir a bandeira romena com a insígnia comunista recortada rapidamente se tornou generalizado.

### Confrontos de rua
Com o passar das horas, muito mais pessoas saíram às ruas. Mais tarde, observadores afirmou que mesmo neste ponto, se Ceaușescu estivesse disposto a falar, ele poderia ter conseguido salvar alguma coisa. Em vez disso, ele decidiu pela força. Logo os manifestantes - desarmados e desorganizados - foram confrontados por soldados, tanques, APCs, tropas da USLA (Unitatea Specială pentru Lupta Antiteroristă, esquadrões especiais antiterroristas) e oficiais armados da Securitate à paisana. A multidão logo foi alvo de tiros de vários edifícios, ruas laterais e tanques.
Houve muitas vítimas, incluindo mortes, pois as vítimas foram baleadas, espancadas até a morte, esfaqueadas e esmagadas por veículos blindados. Um APC avançou contra a multidão ao redor do Hotel InterContinental, esmagando as pessoas. O médico Florin Filipoiu, que participou nos protestos no InterContinental, declarou numa entrevista 2010 que “era apenas uma ilusão que o Exército estivesse do lado dos revolucionários. Um jornalista francês, Jean-Louis Calderon, foi morto. Uma rua perto da Praça da Universidade recebeu mais tarde o seu nome, bem como uma escola secundária em Timișoara. O jornalista belga Danny Huwé foi baleado e morto em 23 ou 24 de dezembro de 1989.

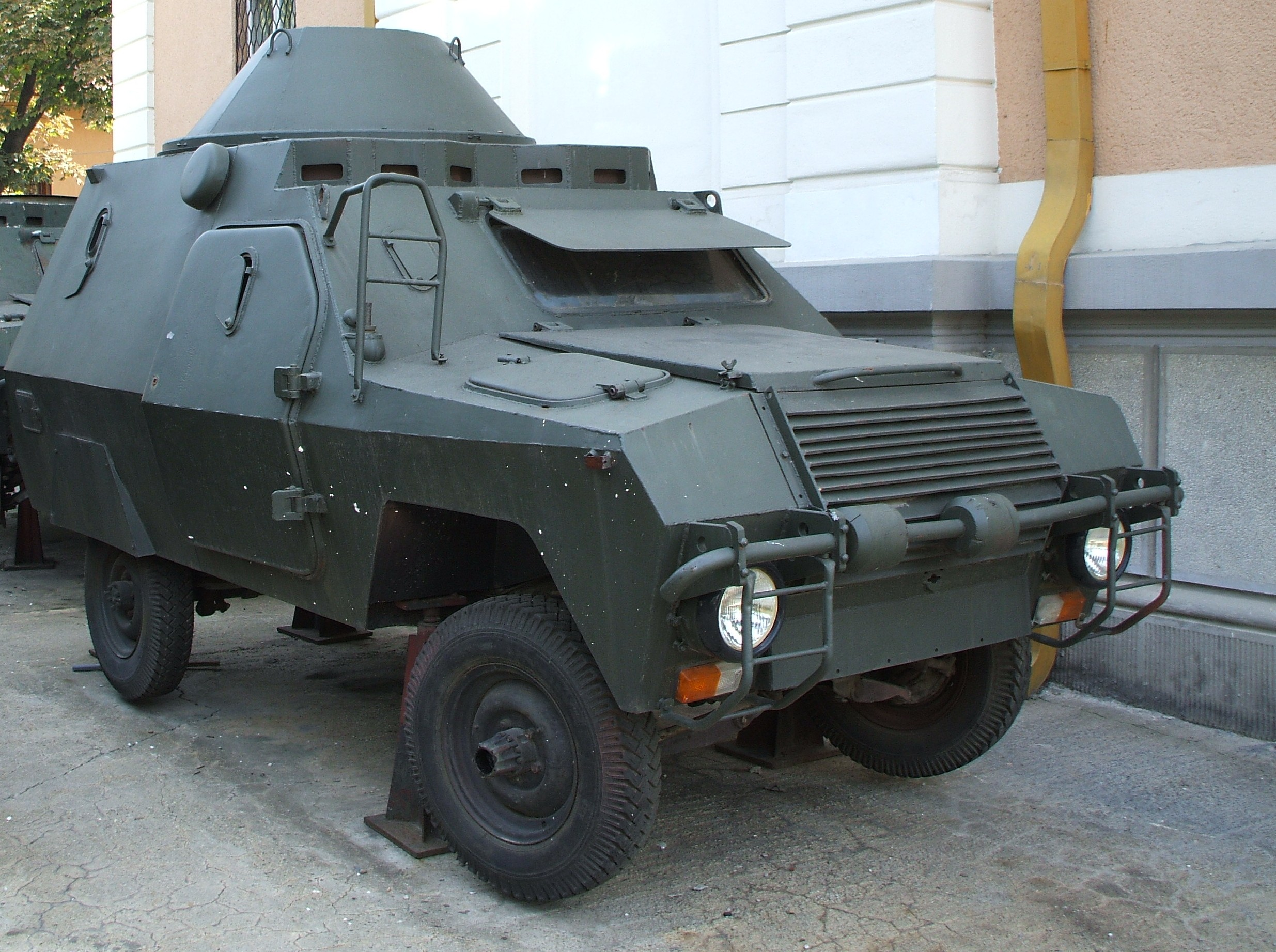
Um carro blindado ABI usado pela USLA em dezembro de 1989

Os bombeiros atingiram os manifestantes com poderosos canhões de água e a polícia continuou a espancar e prender pessoas. Os manifestantes conseguiram construir uma barricada defensável em frente ao restaurante Dunărea ("Danúbio"), que funcionou até depois da meia-noite, mas foi finalmente destruído pelas forças governamentais. Os tiroteios intensos continuaram até depois das 03h00, altura em que os sobreviventes já tinham fugido das ruas.
Os registros dos combates daquele dia incluem imagens filmadas de helicópteros que foram enviados para invadir a área e registrar evidências de eventuais represálias, bem como por turistas na torre alta do Hotel InterContinental, localizado no centro, próximo ao Teatro Nacional e do outro lado da rua. da universidade.
É provável que na madrugada de 22 de dezembro os Ceaușescus tenham cometido o segundo erro. Em vez de fugir da cidade na calada da noite, decidiram esperar até de manhã para partir. Ceaușescu deve ter pensado que as suas tentativas desesperadas de esmagar os protestos tinham tido sucesso, porque aparentemente convocou outra reunião para a manhã seguinte. No entanto, antes das 07:00, a sua esposa Elena recebeu a notícia de que grandes colunas de trabalhadores de muitas plataformas industriais (grandes fábricas da era comunista ou grupos de fábricas concentradas em zonas industriais) se dirigiam para o centro da cidade de Bucareste para se juntarem aos protestos. As barricadas policiais que pretendiam bloquear o acesso à Piața Universității (Praça da Universidade) e à Praça do Palácio revelaram-se inúteis. Às 09h30, a Praça da Universidade estava lotada de manifestantes. As forças de segurança (exército, polícia e outras) entraram novamente na área, apenas para se juntarem aos manifestantes.
Pelas 10h00, enquanto a transmissão de rádio anunciava a introdução da lei marcial e a proibição de grupos com mais de cinco pessoas, centenas de milhares de pessoas reuniram-se pela primeira vez, espontaneamente, no centro de Bucareste (a multidão do dia anterior tinha vindo juntos por ordem de Ceaușescu). Ceaușescu tentou dirigir-se à multidão da varanda do edifício do Comitê Central do Partido Comunista, mas a sua tentativa foi recebida com uma onda de desaprovação e raiva. Helicópteros espalharam manifestos (que não chegaram à multidão, devido aos ventos desfavoráveis) instruindo as pessoas a não serem vítimas das últimas "tentativas de desvio", mas sim a irem para casa e desfrutarem da festa de Natal. Esta ordem, que suscitou comparações desfavoráveis com o altivo (mas apócrifo) "Que comam brioche" de Maria Antonieta, enfureceu ainda mais as pessoas que leram os manifestos; muitos naquela época tinham dificuldade em adquirir alimentos básicos, como óleo de cozinha.

## Deserção militar e queda de Ceaușescu
Aproximadamente às 09h30 da manhã de 22 de dezembro, Vasile Milea, ministro da defesa de Ceaușescu, morreu em circunstâncias suspeitas. Um comunicado de Ceaușescu afirmou que Milea foi demitida por traição e que cometeu suicídio depois que sua traição foi revelada. A opinião mais difundida na época era que Milea hesitou em seguir as ordens de Ceaușescu de disparar contra os manifestantes, apesar de tanques terem sido enviados para o centro de Bucareste naquela manhã. Milea já estava em forte desfavor com Ceaușescu por inicialmente enviar soldados para Timișoara sem munição real. Os soldados rasos acreditaram que Milea havia realmente sido assassinada e passaram virtualmente em massa para a revolução. Os comandantes seniores consideraram Ceaușescu uma causa perdida e não fizeram nenhum esforço para manter os seus homens leais ao regime. Isso efetivamente acabou com qualquer chance de Ceaușescu permanecer no poder.
Os relatos divergem sobre como Milea morreu. Sua família e vários oficiais subalternos acreditavam que ele havia sido baleado em seu próprio escritório pela Securitate, enquanto outro grupo de oficiais acreditava que ele havia cometido suicídio. Em 2005, uma investigação concluiu que o ministro se matou com um tiro no coração, mas a bala não atingiu o coração, atingiu uma artéria próxima e o levou à morte pouco depois. Alguns acreditam que ele apenas tentou se incapacitar para ser dispensado do cargo, mas não está claro por que ele atiraria na direção do coração e não em algo não vital, como braços ou pernas.
Ao saber da morte de Milea, Ceaușescu nomeou Victor Stănculescu ministro da defesa. Ele aceitou após uma breve hesitação. Stănculescu, no entanto, ordenou que as tropas voltassem aos seus quartéis sem o conhecimento de Ceaușescu e também persuadiu Ceaușescu a partir de helicóptero, tornando assim o ditador um fugitivo. Nesse mesmo momento, manifestantes furiosos começaram a invadir a sede do Partido Comunista; Stănculescu e os soldados sob seu comando não se opuseram a eles.
Ao recusar-se a cumprir as ordens de Ceaușescu (ele ainda era tecnicamente comandante-chefe do exército), Stănculescu desempenhou um papel central na derrubada da ditadura. “Tive a perspectiva de dois esquadrões de execução: o de Ceaușescu e o revolucionário!” confessou Stănculescu mais tarde. À tarde, Stănculescu "escolheu" o grupo político de Ion Iliescu entre outros que lutavam pelo poder na sequência dos acontecimentos recentes.

### Evacuação de helicóptero
Após a segunda tentativa fracassada de Ceaușescu de se dirigir à multidão, ele e Elena fugiram para um elevador em direção ao telhado. Um grupo de manifestantes conseguiu entrar à força no prédio, dominar os guarda-costas de Ceaușescu e passar pelo seu escritório antes de ir para a varanda. Eles não sabiam que estavam a poucos metros de Ceaușescu. A eletricidade do elevador falhou pouco antes de chegar ao último andar, e os guarda-costas de Ceaușescu forçaram-no a abri-lo e conduziram o casal para o telhado.
Às 11h20 do dia 22 de dezembro de 1989, o piloto pessoal de Ceaușescu, tenente-coronel Vasile Maluțan, recebeu instruções do tenente-general Opruta para seguir até a Praça do Palácio para buscar o presidente. Ao sobrevoar a Praça do Palácio, viu que era impossível pousar ali. Maluțan pousou seu Dauphin branco, #203, no terraço às 11h44. Um homem brandindo uma cortina branca em uma das janelas acenou para que ele se baixasse.
Maluțan disse: "Então Stelica, o co-piloto, veio até mim e disse que havia manifestantes vindo para o terraço. Então os Ceaușescus saíram, ambos praticamente carregados por seus guarda-costas... Eles pareciam estar desmaiando. Eles estavam brancos de terror. Manea Mănescu [um dos vice-presidentes] e Emil Bobu corriam atrás deles. Mănescu, Bobu, Neagoe e outro oficial da Securitate correram para os quatro assentos atrás... Ao puxar Ceaușescu, vi os manifestantes correndo pelo terraço... Não havia espaço suficiente, Elena Ceaușescu e eu ficamos espremidos entre as cadeiras e a porta... Deveríamos transportar apenas quatro passageiros... Tínhamos seis."
Segundo Maluțan, eram 12h08 quando partiram para Snagov. Depois que chegaram lá, Ceaușescu levou Maluțan para a suíte presidencial e ordenou-lhe que levasse dois helicópteros cheios de soldados para uma guarda armada, e mais um Delfim para vir a Snagov. O comandante da unidade de Maluțan respondeu ao telefone: "Houve uma revolução... Você está por sua conta... Boa sorte!". Maluțan disse então a Ceaușescu que o segundo motor já estava aquecido e que eles precisavam partir logo, mas ele só poderia levar quatro pessoas, não seis. Mănescu e Bobu ficaram para trás. Ceaușescu ordenou que Maluțan se dirigisse para Titu. Perto de Titu, Maluțan diz que recebeu a negação dos voos nacionais e teve que pousar para não ser abatido pelo exército.
Fê-lo num campo junto à antiga estrada que levava a Pitești. Maluțan disse então aos seus quatro passageiros que não podia fazer mais nada. Os homens da Securitate correram para a beira da estrada e começaram a sinalizar os carros que passavam. Dois carros pararam, um deles dirigido por um funcionário florestal e o outro um Dacia vermelho dirigido por um médico local. Porém, o médico não gostou de se envolver e, depois de pouco tempo dirigindo o Ceaușescus, fingiu problemas no motor. Um reparador de bicicletas foi então sinalizado e os levou em seu carro para Târgoviște. O reparador, Nicolae Petrișor, convenceu-os de que poderiam esconder-se num instituto técnico agrícola nos arredores da cidade. Quando eles chegaram, o diretor guiou os Ceaușescus para uma sala e os trancou lá dentro. Eles foram presos pela polícia local por volta das 15h30 e, depois de algumas perambulações, transportados para o complexo militar da guarnição de Târgoviște e mantidos em cativeiro por vários dias até o julgamento.

### Julgamento e execução
Em 24 de dezembro, Ion Iliescu, chefe do recém-formado Conselho da Frente de Salvação Nacional (FSN), assinou um decreto que cria o Tribunal Militar Extraordinário, uma corte marcial para julgar os Ceaușescus por genocídio e outros crimes. O julgamento foi realizado no dia 25 de dezembro, durou cerca de duas horas e proferiu sentenças de morte ao casal. Embora nominalmente os Ceaușescus tivessem direito de recurso, a sua execução ocorreu imediatamente, mesmo à saída da sala do tribunal improvisada, sendo levada a cabo por três pára-quedistas com as suas espingardas de serviço.
As filmagens do julgamento e dos Ceaușescus executados foram prontamente divulgadas na Roménia e no resto do mundo. O momento real da execução não foi filmado; o cinegrafista só conseguiu entrar no pátio no final das filmagens.
Nas imagens do julgamento, Nicolae Ceaușescu é visto respondendo ao tribunal ad hoc que o julga e referindo-se a alguns de seus membros - entre eles o general do exército Victor Atanasie Stănculescu e o futuro chefe do serviço secreto romeno Virgil Măgureanu - como "traidores". No mesmo vídeo, Ceaușescu rejeita o "tribunal" como ilegítimo e exige os seus direitos constitucionais de responder às acusações perante um tribunal legítimo.

## Novo governo

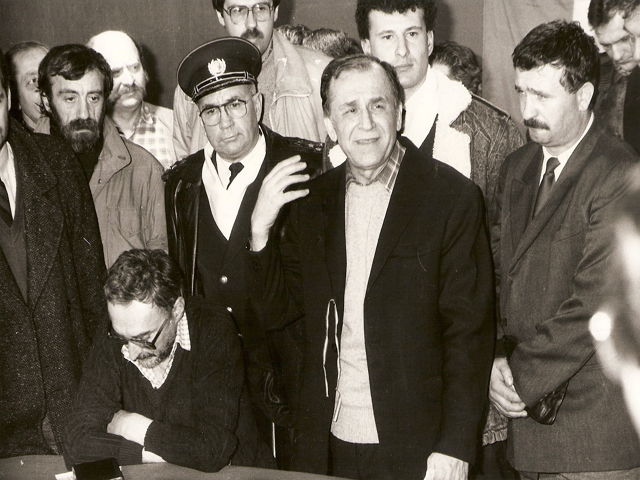
Ion Iliescu na televisão romena durante a revolução romena de 1989

Depois da partida de Ceaușescu, o clima das multidões na Praça do Palácio tornou-se festivo, talvez ainda mais do que nos outros países do antigo Bloco de Leste, devido à violência recente. As pessoas choraram, gritaram e trocaram presentes principalmente porque também era próximo o dia de Natal, um feriado há muito reprimido na Romênia. A ocupação do edifício do Comitê Central continuou.
As pessoas jogaram pelas janelas os escritos, retratos oficiais e livros de propaganda de Ceaușescu, com a intenção de queimá-los. Eles também prontamente arrancaram do telhado as letras gigantes que compunham a palavra "comunista" no slogan: "Trăiască Partidul Comunist Român!" ("Viva o Partido Comunista da Romênia!"). Uma jovem apareceu no telhado e agitava uma bandeira com o brasão arrancado.
Naquela época, travavam-se lutas ferozes no Aeroporto Internacional Otopeni de Bucareste entre tropas enviadas umas contra as outras com a alegação de que iriam enfrentar terroristas. No início da manhã, tropas enviadas para reforçar o aeroporto foram alvejadas. Estas tropas eram provenientes da base militar UM 0865 Câmpina, e para lá foram convocadas pelo General Ion Rus, comandante da Força Aérea Romena. O confronto resultou na morte de 40 soldados, além de oito civis. Os caminhões militares foram autorizados a entrar no perímetro do aeroporto, passando por diversos postos de controle. No entanto, depois de passarem pelo último posto de controle, eles foram alvejados de diferentes direções. Um ônibus civil também foi alvejado durante o tiroteio. Após o tiroteio, os soldados sobreviventes foram feitos prisioneiros pelas tropas que guardavam o aeroporto, que pareciam pensar que eram leais ao regime de Ceaușescu.

### Lutas e violência contínua

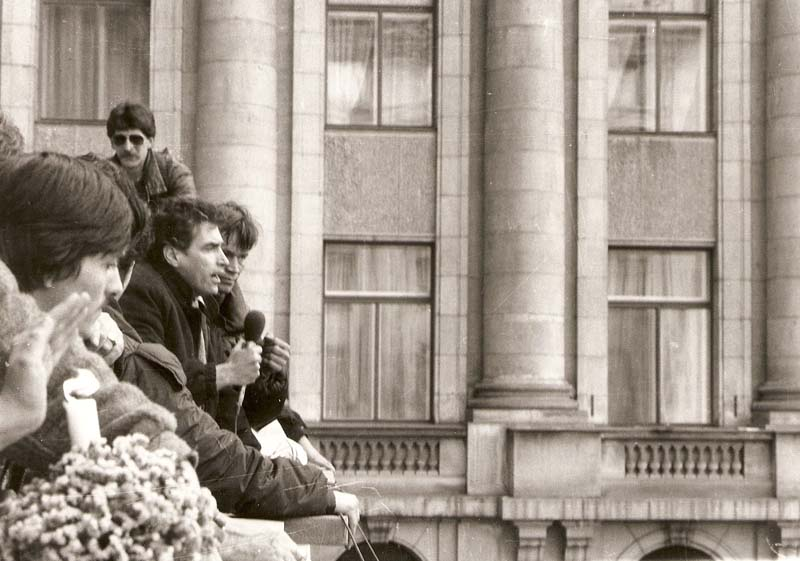
Petre Roman falando para a multidão em Bucareste

Ainda não existe qualquer evidência académica da ideia de que existiram forças significativas consideradas leais ao antigo regime. Em vez disso, a continuação dos combates que se assistiu após a fuga de Ceaușescu foi o resultado de trocas de tiros paranóicas entre a população em geral e as forças armadas. Desde a revolução, não houve nenhuma evidência académica que sugerisse que as unidades da Securitate lutaram contra a revolução. As origens desta falsidade podem ser encontradas no discurso proferido em 22 de Dezembro pelo capitão do Exército Mihail Lupoi. Durante este discurso, ele afirma que foi apenas a Securitate que atirou nos manifestantes antes do dia 22 e que a Securitate precisa ficar ao lado do exército. Esta é uma completa falsidade que colocou as mortes de manifestantes pelo exército sobre os ombros da Securitate. Tanto o exército como a Securitate atiraram e mataram manifestantes antes do dia 22.
Como a grande maioria das mortes ocorreu no período entre 22 e 25 de Dezembro, é importante compreender as circunstâncias de um desses exemplos de “ataques”. Durante o dia 22, um pequeno grupo de indivíduos que mais tarde constituiria o núcleo da Frente de Salvação Nacional (em romeno: Frontul Salvării Naționale, FSN), apelou a uma mobilização em massa dos povos para a defesa da estação de televisão. Este apelo às armas resultou na acumulação de militares, guardas patrióticos (fardados e não uniformizados) e civis armados guardando a estação. Mais tarde, na mesma noite, foi anunciado que um comboio de unidades antiterroristas se dirigia ao centro de televisão. Esta foi uma falsidade que se somou ao ambiente extremamente tenso que se vinha construindo desde a fuga de Ceaușescu.
Quando os tiroteios finalmente eclodiam fora e ao redor do estúdio de televisão, quase sempre eram resultado de falta de comunicação. Um exemplo disso foi quando um grupo de guardas patrióticos assumiu posição defensiva em um prédio próximo ao centro de televisão no dia 23. Não foi apurado quem deu os primeiros tiros por volta das 17h, mas logo se seguiu um tiroteio com os integrantes da emissora de televisão respondendo ao fogo contra a posição dos Guardas Patrióticos. Este depoimento vem de um trabalhador humanitário que montou um posto de primeiros socorros ao lado da emissora de televisão e que explica que posteriormente o grupo da Guarda Patriótica negaria mais tarde ter atirado primeiro. Este é apenas um dos muitos exemplos de tiroteios entre forças pró-revolução após a fuga de Ceaușescu no dia 22.
Cenas de grandes tiroteios nesse período incluem: os prédios de televisão, rádio e telefone, além da Casa Scântei (centro de mídia impressa do país, que hoje desempenha função semelhante sob o nome de "Casa da Imprensa Livre", (Casa Presei Libere) e os correios do distrito de Drumul Taberei; Praça do Palácio (local do edifício do Comité Central, mas também da Biblioteca Central da Universidade, o museu nacional de arte no antigo Palácio Real, e do Ateneul Român (Ateneu Romeno), a principal sala de concertos de Bucareste); a universidade e a adjacente Praça Universitária (um dos principais cruzamentos da cidade); Aeroportos de Otopeni e Băneasa; hospitais e o Ministério da Defesa.
Durante a noite de 22 para 23 de Dezembro, os residentes de Bucareste permaneceram nas ruas, especialmente nas áreas sob ataque, travando (e finalmente vencendo, ao custo de muitas vidas) uma batalha com um inimigo esquivo e perigoso. Com os militares confusos por ordens contraditórias, seguiram-se batalhas reais, com muitas baixas reais. Às 21h00 do dia 23 de dezembro, tanques e algumas unidades paramilitares chegaram para proteger o Palácio da República. Enquanto isso, mensagens de apoio chegavam de todo o mundo: França (Presidente François Mitterrand); a União Soviética (Secretário-Geral Mikhail Gorbachev); Hungria (o Partido Socialista Húngaro); o novo governo da Alemanha Oriental (naquela altura os dois estados alemães ainda não estavam formalmente reunidos); Bulgária (Petar Mladenov, secretário-geral do Partido Comunista Búlgaro); Tchecoslováquia (Ladislav Adamec, líder do Partido Comunista da Checoslováquia, e Václav Havel, o escritor dissidente, líder da revolução e futuro presidente da República); China (o Ministro dos Negócios Estrangeiros); os Estados Unidos (Presidente George H. W. Bush); Canadá (Primeiro-ministro Brian Mulroney); Alemanha Ocidental (Ministro das Relações Exteriores Hans Dietrich Genscher); OTAN (Secretário-Geral Manfred Wörner); o Reino Unido (Primeira-ministra Margaret Thatcher); Espanha; Áustria; Os Países Baixos; Itália; Portugal; Japão (o Partido Comunista Japonês); O governo Iugoslávia e Moldávia.

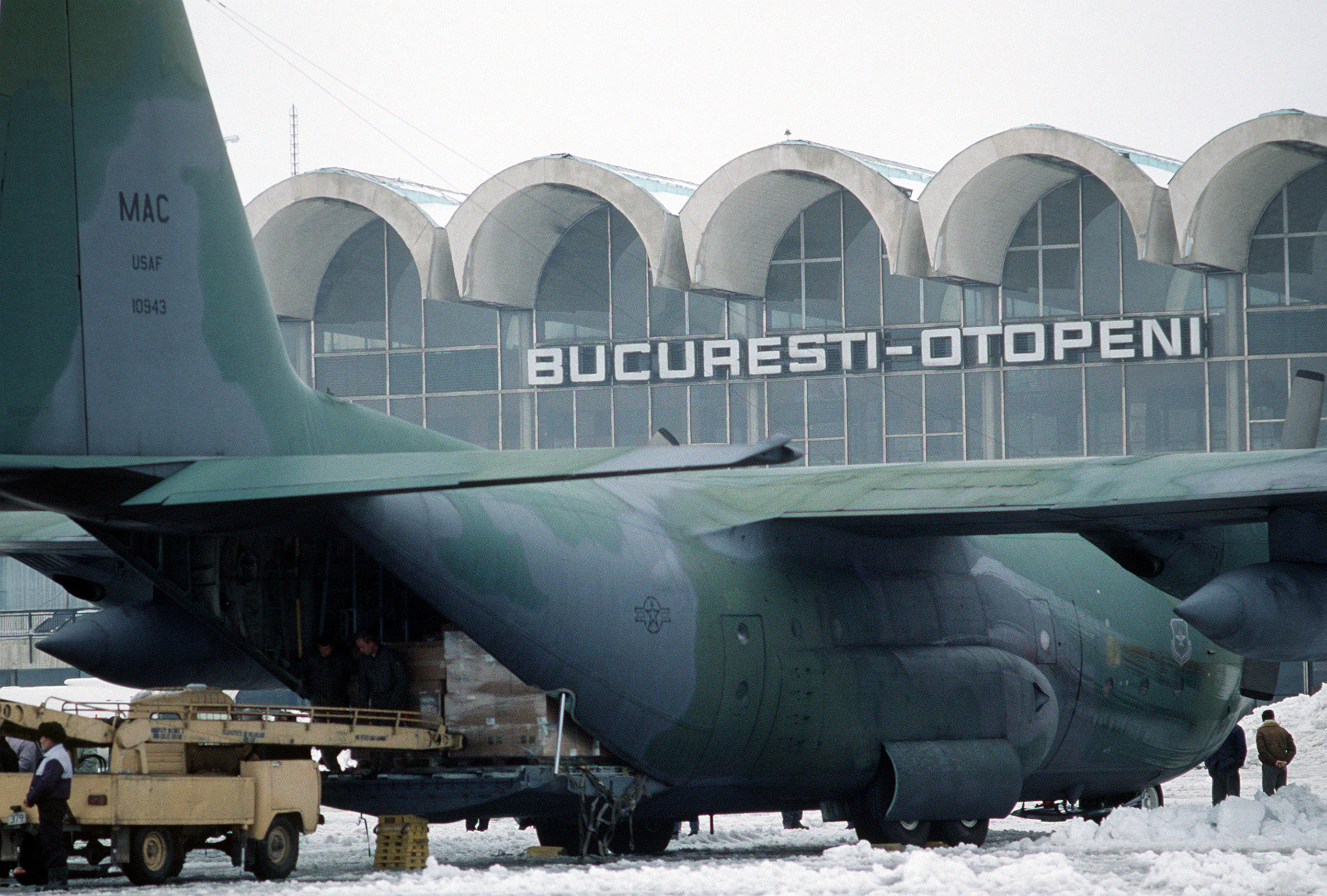
C-130 Hercules da Força Aérea dos Estados Unidos descarregando suprimentos médicos no aeroporto de Bucareste em 31 de dezembro

Nos dias seguintes, o apoio moral foi seguido pelo apoio material. Grandes quantidades de alimentos, medicamentos, roupas, equipamento médico e outra ajuda humanitária foram enviadas para a Romênia. Em todo o mundo, a imprensa dedicou páginas inteiras e por vezes até edições completas à revolução romena e aos seus líderes.
A 24 de Dezembro, Bucareste ainda era uma cidade em guerra. Tanques, veículos blindados e caminhões continuaram a patrulhar a cidade e a cercar os pontos problemáticos para protegê-los. Nos cruzamentos próximos aos objetivos estratégicos, foram construídos bloqueios; os tiros automáticos continuaram dentro e ao redor da Praça da Universidade, da Gara de Nord (a principal estação ferroviária da cidade) e da Praça do Palácio. No entanto, em meio ao caos, algumas pessoas foram vistas segurando árvores de Natal improvisadas. Os médicos de um hospital de Bucareste relataram que não dormiam há dias e tratavam cerca de 3 000 civis devido aos combates. As “atividades terroristas” continuaram até 27 de dezembro, quando cessaram abruptamente. Ninguém jamais descobriu quem os conduziu ou quem ordenou que parassem. A Biblioteca Central da Universidade foi incendiada em circunstâncias incertas e mais de 500 mil livros, juntamente com cerca de 3 700 manuscritos, foram destruídos.

### Vítimas
O número total de mortes na revolução romena foi de 1.104, das quais 162 foram decorrentes dos protestos que levaram à derrubada de Ceaușescu (16-22 de dezembro de 1989) e 942 durante os combates que ocorreram após a tomada do poder pelo novo FSN. O número de feridos foi de 3.352, dos quais 1.107 ocorreram enquanto Ceaușescu ainda estava no poder e 2.245 após a tomada do poder pelo FSN. Os números oficiais estimam o número de mortos na revolução em 689 pessoas, muitas das quais eram civis.
Números elaborados por funcionários da FSN em Janeiro de 1990 afirmavam que cerca de 7.000 pessoas morreram durante quatro dias de violentos combates de rua em Dezembro.

## Consequências

### Mudanças políticas
A revolução atraiu à Romênia grande atenção do mundo exterior. Inicialmente, grande parte da simpatia do mundo foi para o governo FSN sob Ion Iliescu, um antigo membro da liderança do CPR e um aliado de Ceaușescu antes de cair no desfavor do ditador no início dos anos 1980. O FSN, composto maioritariamente por antigos membros do segundo escalão do CPR, assumiu imediatamente o controlo das instituições do Estado, incluindo os principais meios de comunicação social, como as redes nacionais de rádio e televisão. Usaram o seu controlo sobre os meios de comunicação para lançar ataques contra os seus oponentes políticos, partidos políticos recém-criados que afirmavam ser sucessores dos existentes antes de 1948. Na mesma época, todas as estações numéricas romenas deixaram de transmitir, incluindo uma estação numérica chamada "Ciocârlia/The Skylark", também conhecida como "V01" após a revolução.
Grande parte dessa simpatia foi desperdiçada durante as Mineríadas. Protestos massivos eclodiram no centro de Bucareste como comícios políticos organizados pelos partidos da oposição durante as eleições presidenciais, com uma pequena parte dos manifestantes decidindo manter-se firme mesmo depois de Iliescu ter sido reeleito com uma esmagadora maioria de 85%. As tentativas da polícia de evacuar os manifestantes restantes resultaram em ataques às instituições estatais, o que levou Iliescu a apelar à ajuda dos trabalhadores do país. Infiltrados e instigados por antigos agentes da Securitate, nos dias seguintes uma grande massa de trabalhadores, principalmente mineiros, entrou em Bucareste e atacou e lutou com manifestantes antigovernamentais e reuniu transeuntes.
Às vésperas do primeiro dia de eleições livres pós-comunistas (20 de maio de 1990), Silviu Brucan —que fazia parte do FSN— argumentou que a revolução de 1989 não era anticomunista, sendo apenas contra Ceaușescu. Ele afirmou que Ion Iliescu cometeu um erro "monumental" ao "ceder à multidão" e proibir o PCR.

### Reformas econômicas
A FSN teve de escolher entre os dois modelos económicos que as elites políticas afirmavam estar disponíveis para os países pós-comunistas da Europa de Leste: terapia de choque ou reformas graduais. O FSN optou por estas últimas, reformas mais lentas, porque não teria sido possível convencer as pessoas que já estavam "exaustas" após a austeridade de Ceaușescu a sofrerem mais sacrifícios. No entanto, as reformas neoliberais foram implementadas, embora não de uma só vez: no final de 1990, os preços foram liberalizados e foi implementada uma taxa de câmbio livre, desvalorizando o leu em 60%. As terras das fazendas coletivas estatais foram distribuídas a proprietários privados e foi elaborada uma lista de 708 grandes empresas estatais a serem privatizadas.

Em 1991, a Romênia assinou um acordo com o Fundo Monetário Internacional e iniciou a privatização de empresas estatais, tendo a primeira lei de privatização sido aprovada em 1991. Em 1992, o Governo Stolojan iniciou um plano de austeridade, limitando os salários e liberalizando ainda mais os preços. A situação económica deteriorou-se e a inflação e o desemprego aumentaram substancialmente. As medidas de austeridade, que em 1995 incluíam uma diminuição das despesas sociais, levaram a um aumento da pobreza. As reformas neoliberais foram aceleradas após a Convenção Democrática ter vencido as eleições de 1996, o governo usando as suas prerrogativas para aprovar um pacote de leis, removendo subsídios, aprovando reformas nos subsídios de desemprego e aumentando enormemente o número de empresas privatizadas.
| {{{caption}}} |
| Um suboficial romeno dá o sinal de vitória na véspera de Ano Novo de 1989. Ele removeu a insígnia da Romênia comunista de sua ushanka. |

| {{{caption}}} |
| Bandeiras romenas "vazias" com a insígnia comunista recortadas, no modelo das bandeiras húngaras, perfuradas na Revolução de 1956, de uma exposição no Museu Militar de Bucareste |

| {{{caption}}}                                                                                                  |
| Edifícios marcados por fogo e buracos de bala no extremo norte da Praça da Revolução, Bucareste, julho de 1990 |

### Biliografia
- Galloway, George; Wylie, Bob (1991). Downfall: The Ceaușescus and the Romanian Revolution. Londres: Futura Publications. ISBN 0-7088-5003-0
- Roper, Stephen D. (2000). Romania: The Unfinished Revolution. [S.l.]: Routledge. ISBN 978-90-5823-028-7